# Elecciones provinciales de Tucumán de 1950
Las elecciones generales de la provincia de Tucumán de 1950 tuvieron lugar el domingo 12 de marzo del mencionado año, al mismo tiempo que las elecciones provinciales de Buenos Aires, siendo los dos únicos comicios realizados ese día. Se celebraron con el objetivo de renovar la gobernación y parte de las autoridades legislativas por dos años, hasta que se celebraran las elecciones generales para todos los cargos rigiendo la constitución de 1949 y bajo sufragio universal de hombres y mujeres. Se debía elegir al Gobernador y al Vicegobernador (siendo la primera vez que se creaba este último cargo, hasta entonces ejercido por el presidente provisional del Senado Provincial), a 11 senadores y a 19 diputados provinciales.
Pedro Fernando Riera, candidato del Partido Peronista, fue elegido gobernador con dos tercios de los votos al obtener el 67,63% contra el solo 27,19% de Celestino Gelsi, candidato de la Unión Cívica Radical (UCR). Isaías Nougués, candidato del partido Defensa Provincial - Bandera Blanca (DP-BB), fue acusado de desacato al presidente de la república y estuvo detenido durante prácticamente toda la campaña. Obtuvo no obstante, el 3,94% de los votos. La participación fue del 73,15% del electorado. En el plano legislativo, el peronismo obtuvo 14 de las bancas que se disputaban en la Cámara de Diputados, y el radicalismo las 5 restantes.
El 4 de junio de 1950, Riera fue juramentado y su compañero de fórmula, Arturo Roberto del Río, se convirtió en el primer vicegobernador de Tucumán.

## Resultados

### Gobernador y vicegobernador
|  | 67,63 % |

|  | 27,19 % |

|  | 3,94 % |

|  | 0,92 % |

|  | 0,33 % |

|  | 96,24 % |

|  | 3,62 % |

|  | 0,14 % |

|  | 100.00 % |

|  | 73,15 % |